# Bogdan Pascu
Bogdan Pascu (n. 3 iulie 1967, București, România) este un politician român, membru al Partidului Conservator (România, 1991–2015), care a deținut funcția de ministru de stat pentru  coordonarea activităților din domeniile mediului de afaceri și întreprinderilor mici și mijlocii (4 iulie - 4 decembrie 2006) în Guvernul Tăriceanu.
Bogdan Pascu a fost deputat deputat în Parlamentul României în legislatura 2004-2008. În cadrul activității sale parlamentare, Bogdan Pascu a fost membru în grupurile parlamentare de prietenie cu Statul Israel, Republica Populară Chineză, Republica Finlanda și Regatul Norvegiei.

## Carieră profesională

### Ani timpurii, educație
Bogdan Pascu s-a născut la data de 3 iulie 1967 în orașul București, într-o familie de intelectuali, tatăl său fiind inginer geodezic, iar mama sa inginer în îmbunătățiri funciare. A urmat între anii 1987-1992 cursurile Facultății de Tehnologia Construcțiilor de Mașini (TCM) - secția Mașini unelte - din cadrul Universității Politehnice București, obținând diploma de inginer mecanic. Ulterior a absolvit studii postuniversitare în Managementul firmei la A.S.E. București (1999) și cursurile de Master in Business Administration (MBA) - Programul MBA Româno-Canadian, specializarea Finanțe (2000).
După absolvirea facultății, a lucrat ca director comercial la SC BACO Import-Export SRL - reprezentanță a societății germane Herlitz (1992-1993), director comercial la SC DOM Grup (1993-1998) și apoi ca director comercial la SC Automative Trading Services SRL - dealer oficial al autoturismelor Citroen pentru România (1998-2000) până în momentul concedierii. Ultima firmă menționată era deținută în proporție de 90% de Călin Popescu Tăriceanu.

### Activitate politică
În anul 2000 a absolvit Programul MBA Româno-Canadian și a intrat în atenția lui Dan Voiculescu, președintele grupului de firme Grivco, dar și președintele Consiliului Director al Programului MBA româno-canadian. Dan Voiculescu recruta absolvenți ai acestui program și făcea oferte de angajare în cadrul grupului Grivco pentru cei care corespundeau profesional așteptărilor sale.
În anul 2000, a fost angajat ca Director General la Fundația Umanistă “Dan Voiculescu”, fostă Fundația Crescent. Un an mai târziu, după retragerea lui Dan Voiculescu, Bogdan Pascu a preluat funcția de președinte al acestei fundații. În același an (2001), a devenit și președinte al Fundației „România profundă“, precum și membru în Consiliul Director al Fundației Universitare a Mării Negre.
Pe lângă activitatea politică și profesională, Bogdan Pascu desfășoară o serie de activități în cadrul unor organisme naționale, cum ar fi: președinte al Forumului Clasei de Mijloc și al IMM (din 2002) și fondator al Mișcării Populare (2003).

### Partide politice, funcții publice
Bogdan Pascu s-a înscris ca membru în Partidul Umanist Român (PUR) în anul 2001, deținând funcțiile de șef al Corpului de Evaluare și Control - P.U.R (2002-2004), purtător de cuvânt al P.U.R. (2003-2004) și apoi ca vicepreședinte al Partidului Umanist Român (din anul 2003). În prezent, este membru al Biroului Politic al Partidului Conservator.
În urma alegerilor din noiembrie 2004, a fost ales ca deputat de Ialomița pe listele Uniunii Naționale PSD+PUR. A fost vicelider (decembrie 2004 - februarie 2005) și apoi lider (februarie 2005 - iunie 2006) al Grupului parlamentar al Partidului Conservator. În calitate de deputat, face parte ca membru din Comisia pentru politică economică, reformă și privatizare a Camerei Deputaților și din Comisia pentru afaceri europene a Parlamentului României. De asemenea, a condus ca președinte Delegația Parlamentului României la Inițiativa Central-Europeană - Dimensiunea Parlamentară.
La data de 4 iulie 2006, Bogdan Pascu a fost numit în funcția de ministru de stat pentru coordonarea activităților din domeniile mediului de afaceri și întreprinderilor mici și mijlocii, înlocuindu-l pe George Copos, care demisionase la 1 iunie 2006. El a fost desemnat ca vicepremier, după ce Dan Voiculescu, președintele Partidului Conservator și desemnat inițial ca vicepremier, a fost acuzat de către CNSAS că, sub numele conspirativ de Felix, a făcut poliție politică. Bogdan Pascu a demisionat din funcția de membru în Guvernul Tăriceanu la 4 decembrie 2006, după ce Partidul Conservator a votat în unanimitate ieșirea de la guvernare a formațiunii politice motivând această decizie prin faptul că proiectele lor legislative n-au fost susținute în Parlament de colegii lor de coaliție.
Conform declarației de avere din 27 decembrie 2006, Bogdan Pascu deține 1.025.000 acțiuni la SC Rompetrol Rafinare (firmă patronată de către Dinu Patriciu). De asemenea, el deține 45.000 acțiuni la SNP PETROM SA, 30.005 acțiuni la SIF Oltenia, 2.000 acțiuni la BRD și 53.000 acțiuni la Banca Transilvania. De asemenea el deține trei terenuri intravilane și trei locuințe.
Bogdan Pascu este divorțat și are un fiu: Adrian Pascu, elev al Colegiului Național Gheorghe Sincai.